# Кропивинці
Кропи́винці — село в Україні,  Сумській області, Роменському районі. Населення становить 82 особи. Входить до складу Роменської міської громади. До 2020 орган місцевого самоврядування - Довгополівська сільська рада.

## Географія
Село Кропивниці розташоване на лівому березі річки Олава, вище за течією на відстані 3 км розташоване село Бацмани, нижче за течією на відстані 1,5 км - село Ярмолинці, на протилежному березі - село Малі Бубни.
Поруч пролягає автомобільний шлях Н07.

## Історія
Село постраждало внаслідок геноциду українського народу, проведеного урядом СРСР 1923-1933 та 1946-1947 роках.
12 червня 2020 року, відповідно до розпорядження Кабінету Міністрів України № 723-р «Про визначення адміністративних центрів та затвердження територій територіальних громад Сумської області», село увійшло до складу Роменської міської громади.
19 липня 2020 року, в результаті адміністративно-територіальної реформи та ліквідації Роменського району(1930—2020), увійшло до складу новоутвореного Роменського району.

## Населення

### Мова
Розподіл населення за рідною мовою за даними перепису 2001 року:
| Мова       | Кількість | Відсоток |
| ---------- | --------- | -------- |
| українська | 82        | 100%     |

## Пам'ятки
- Дуб у селі Кропивинці